# 9845 Okamuraosamu
9845 Okamuraosamu (1990 FM1) là một tiểu hành tinh vành đai chính được phát hiện ngày 27 tháng 3 năm 1990 bởi K. Endate và K. Watanabe ở Kitami.